# アポロ11 完全版
『アポロ11 完全版』（アポロ11 かんぜんばん、Apollo 11）は、トッド・ダグラス・ミラー監督・製作・編集による2019年のアメリカ合衆国のドキュメンタリー映画である。人類が初めて月面に到達した1969年のアポロ11号のミッションに焦点が当てられている。この映画はこれまで一般公開されていなかった70mmフィルムを含むアーカイヴ映像のみで構成されており、ナレーション、インタビュー、再現等は一切含まれていない。映画ではバズ・オルドリン、ニール・アームストロング、マイケル・コリンズらサターンVロケットの乗り組み員と地球のアポロ計画のオペレーション・エンジニアが中心となって登場する。
プレミア上映は2019年1月24日にサンダンス映画祭で行われ、その後アメリカ国内では2019年3月1日にネオンの配給で劇場公開された。批評家には高評価された。

## 製作
CNNフィルムズは2016年にアポロ11号着陸50周年の映画製作の話を監督のトッド・ダグラス・ミラーに持ちかけた。ちょうどその頃ミラーはアポロ17号に関するドキュメンタリー『The Last Steps』を完成させていたところであった。ミラーの構想は、ダイレクト・シネマのアプローチに集中していた。完成した映画は2010年のドキュメンタリー『アイルトン・セナ 〜音速の彼方へ』などと同様、素材映像以上のナレーションやインタビューを含まないものであった。
2017年5月、ミラーの製作チーム、NASA、アメリカ国立公文書記録管理局の協力によりアポロ11号の打ち上げと回収の未公開の70mm映像が発見された。大判映像には第39発射施設の場面、打ち上げに出席する観客、 サターンVロケットの打ち上げ、宇宙飛行士のバズ・オルドリン、ニール・アームストロング、マイケル・コリンズとアポロ11号の司令船の復旧、 USSホーネットでのミッション後の取り組みが含まれた。ドキュメンタリーはこれらの映像と35及び16mmフィルムによる従来の映像、静止写真、閉回路テレビ映像で構成された。
ミラーのチームはニューヨーク市のポストプロダクション会社であるファイナル・フレームの設備を利用して利用可能な全ての映像の高解像度デジタルスキャンを作成した。ワシントンD.C.の国立公文書記録管理局からアーカイヴ資料を安全に運搬するために専用の温度制御バンが使われた。製作チームは1万1000時間を超える音源と数百時間のビデオをカタログ化した。音源には全てのミッションコントロール・ステーションでの30トラックの音声テープが含まれた。カナダのソフトウェアエンジニアであるベン・フェイストは新しく利用可能な音源の質を向上させるソフトウェアを作成した。以前のプロジェクトで音源を16mmのミッションコントロールの映像を同期したことがあるイギリスのアーキビストで編集技師のステファン・スレイターは音源とフィルムの同期作業を行った。製作チームは月着陸船の音声からジョン・スチュワートの曲「マザー・カントリー」を特定することができた。この曲は映画でも取り上げられた。
2018年7月にネオンが配給権を獲得した。
博物館のIMAX劇場向けに47分に再編集された『アポロ11: ファースト・ステップ版』（Apollo 11: First Steps Edition）には全長版とは異なる拡張された大判シーンが含まれた。

### サウンドトラック
サウンドトラックはマット・モートンが作曲し、ミラン・レコーズより2019年3月8日にデジタルダウンロード版、2019年7月19日にビニル版が発売された。

## 公開
ワールド・プレミアは2019年1月24日にソルトレイクシティのサンダンス映画祭で開催された。アメリカ合衆国では2019年3月1日にネオン配給で、イギリスでは2019年6月28日にユニバーサル・ピクチャーズ配給で封切られた。

## 評価

### 興行収入
公開初週末の興行収入は120館のIMAX劇場で160万ドル、1劇場あたり1万3392ドルであり、初登場15位となった。第2週末はIMAX劇場の多くを新作の『キャプテン・マーベル』に譲ったものの405館の通常の劇場で上映されて130万ドルを売り上げて10位に浮上した。第3週末も引き続いて好調を維持し、558劇場で120万ドルを売り上げた。

### 批評家の反応
Rotten Tomatoesでは159件のレビューで支持率は99%、平均点は9/10となり、「平等に啓発・鼓舞する『アポロ11 完全版』は巧妙に再利用されたアーカイヴ映像を使用し、アメリカ史上最も重要な時代に盛り上がる観客たちを送り出す」とまとめられた。Metacriticでは33件のレビューに基づいて加重平均値は88/100と示された。
『インディワイア』のデヴィッド・エールリヒは月面着陸のシーケンスを独特でスリリングにさせるミラーの能力を賞賛し、映像の明瞭さが「息を飲ませる」と評した。『バラエティ』のオーウェン・グレイバーマンは映像を「かなり壮観」と評した。また、多くの批評家は、このドキュメンタリー映画を、デイミアン・チャゼル監督による2018年公開のニール・アームストロングの伝記映画『ファースト・マン』と比較した。

### 受賞とノミネート
| 映画祭・賞                   | 部門                                        | 候補                     | 結果       | 参照          |
| ---------------------------- | ------------------------------------------- | ------------------------ | ---------- | ------------- |
| サンダンス映画祭             | 審査員特別編集賞 (米国ドキュメンタリー部門) | トッド・ダグラス・ミラー | 受賞       | [ 23 ] [ 24 ] |
| サンダンス映画祭             | 審査員大賞 (米国ドキュメンタリー部門)       | トッド・ダグラス・ミラー | ノミネート | [ 23 ] [ 24 ] |
| ロサンゼルス映画批評家協会賞 | 編集賞                                      | トッド・ダグラス・ミラー | 受賞       | [ 25 ]        |
| ダブリン映画批評家協会賞     | ドキュメンタリー映画賞                      | トッド・ダグラス・ミラー | 受賞       | [ 26 ]        |
| ネバダ映画批評家協会賞       | ドキュメンタリー映画賞                      | トッド・ダグラス・ミラー | 受賞       | [ 27 ]        |
| ユタ映画批評家協会賞         | ドキュメンタリー映画賞                      | トッド・ダグラス・ミラー | 受賞       | [ 28 ]        |
| ユタ映画批評家協会賞         | 作曲賞                                      | マット・モートン         | 受賞       | [ 28 ]        |
| ユタ映画批評家協会賞         | 編集賞                                      | トッド・ダグラス・ミラー | 受賞       | [ 28 ]        |